# جبريل فلوريس
جبريل فلوريس (بالإسبانية: Gabriel Flores)‏ هو رسام مكسيكي، ولد في 8 فبراير 1930 في غوادالاخارا في المكسيك، وتوفي بنفس المكان في 14 ديسمبر 1993.